# Diocesi di Butare
La diocesi di Butare (in latino Dioecesis Butarensis) è una sede della Chiesa cattolica in Ruanda suffraganea dell'arcidiocesi di Kigali. Nel 2022 contava 691.850 battezzati su 1.269.540 abitanti. È retta dal vescovo Jean Bosco Ntagungira.

## Territorio
La diocesi comprende i distretti di Gisagara, Huye e Nyanza, nella provincia Meridionale del Ruanda.
Sede vescovile è la città di Butare, dove si trova la cattedrale di Nostra Signora della Saggezza.
Il territorio si estende su 1.958 km² ed è suddiviso in 26 parrocchie.

## Storia
La diocesi di Astrida fu eretta l'11 settembre 1961 con la bolla Gaudet sancta di papa Giovanni XXIII, ricavandone il territorio dall'arcidiocesi di Kabgayi (oggi diocesi).
Il 12 novembre 1963 ha cambiato nome in favore di diocesi di Butare.
Originariamente suffraganea dell'arcidiocesi di Kabgayi, il 10 aprile 1976 è entrata a far parte della provincia ecclesiastica di Kigali.
Il 30 marzo 1992 ha ceduto una porzione del suo territorio a vantaggio dell'erezione della diocesi di Gikongoro.

## Cronotassi dei vescovi
Si omettono i periodi di sede vacante non superiori ai 2 anni o non storicamente accertati.
- Jean-Baptiste Gahamanyi † (11 settembre 1961 - 2 gennaio 1997 ritirato)
- Philippe Rukamba (2 gennaio 1997 - 12 agosto 2024 ritirato)
- Jean Bosco Ntagungira, dal 12 agosto 2024

## Statistiche
La diocesi nel 2022 su una popolazione di 1.269.540 persone contava 691.850 battezzati, corrispondenti al 54,5% del totale.
| anno | popolazione | popolazione | popolazione | presbiteri | presbiteri | presbiteri | presbiteri                | diaconi | religiosi | religiosi | parrocchie |
| anno | battezzati  | totale      | %           | numero     | secolari   | regolari   | battezzati per presbitero | diaconi | uomini    | donne     | parrocchie |
| ---- | ----------- | ----------- | ----------- | ---------- | ---------- | ---------- | ------------------------- | ------- | --------- | --------- | ---------- |
| 1969 | 356.418     | 857.000     | 41,6        | 105        | 48         | 57         | 3.394                     |         | 137       | 273       | 22         |
| 1980 | 497.696     | 1.092.000   | 45,6        | 116        | 62         | 54         | 4.290                     |         | 125       | 261       | 22         |
| 1990 | 675.506     | 1.374.445   | 49,1        | 113        | 71         | 42         | 5.977                     |         | 147       | 354       | 24         |
| 1999 | 402.024     | 631.669     | 63,6        | 101        | 45         | 56         | 3.980                     |         | 96        | 352       | 20         |
| 2000 | 399.747     | 640.609     | 62,4        | 76         | 57         | 19         | 5.259                     |         | 94        | 359       | 20         |
| 2001 | 422.697     | 673.446     | 62,8        | 104        | 85         | 19         | 4.064                     |         | 63        | 363       | 20         |
| 2002 | 441.308     | 715.979     | 61,6        | 104        | 82         | 22         | 4.243                     |         | 77        | 352       | 20         |
| 2003 | 466.401     | 747.659     | 62,4        | 108        | 85         | 23         | 4.318                     |         | 76        | 386       | 20         |
| 2004 | 477.100     | 825.032     | 57,8        | 110        | 88         | 22         | 4.337                     |         | 83        | 395       | 21         |
| 2006 | 474.045     | 848.857     | 55,8        | 125        | 104        | 21         | 3.792                     | 2       | 95        | 408       | 23         |
| 2012 | 538.000     | 985.000     | 54,6        | 122        | 93         | 29         | 4.409                     |         | 121       | 479       | 25         |
| 2015 | 586.000     | 1.074.000   | 54,6        | 124        | 97         | 27         | 4.725                     |         | 128       | 511       | 26         |
| 2018 | 631.680     | 1.157.910   | 54,6        | 135        | 91         | 44         | 4.679                     |         | 120       | 490       | 26         |
| 2020 | 661.000     | 1.213.000   | 54,5        | 138        | 96         | 42         | 4.789                     |         | 139       | 541       | 26         |
| 2022 | 691.850     | 1.269.540   | 54,5        | 147        | 81         | 66         | 4.706                     |         | 164       | 594       | 26         |